# کوکی ساکاموتو
کوکی ساکاموتو (به انگلیسی: Koki Sakamoto) ژیمناست زادهٔ ۲۱ اوت ۱۹۸۶ میلادی اهل کشور ژاپن است.